# Hedasjö göl
Hedasjö göl är en sjö i Högsby kommun i Småland och ingår i Emåns huvudavrinningsområde.